# Cethosia hypsea
Cethosia hypsea is een vlinder uit de familie van de Nymphalidae. De wetenschappelijke naam van de soort is voor het eerst geldig gepubliceerd in 1847 door Edward Doubleday.

## Verspreiding en leefgebied
Deze giftige vlindersoort komt voor in Myanmar, Maleisië en Indonesië.

## Waardplanten
De waardplanten zijn Adenia en andere giftige passiflorasoorten. De rupsen zijn ook giftig met giftige stekels, ook op de kop.